# Islamofobia

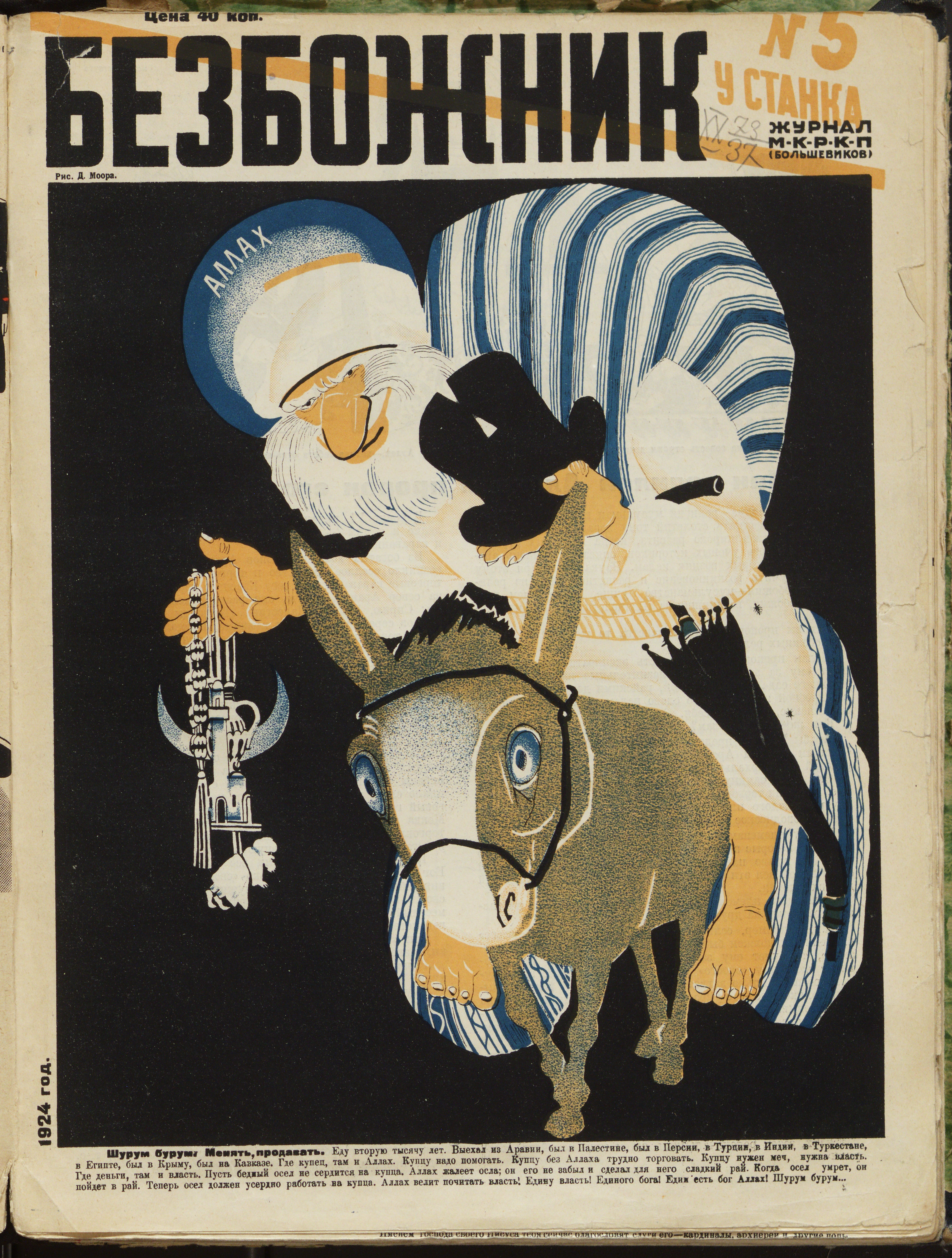
Okładka czasopisma „Biezbożnik u stanka” z 1924 roku przedstawiająca Allaha jadącego na ośle

Islamofobia – antyspołeczne uprzedzenie i dyskryminacja w stosunku do islamu i muzułmanów. Pojęcie odnosi się do wszelkich przejawów dyskryminacji i rozpowszechniania nienawiści.
Określenie "islamofobia" pochodzi od słów: nazwy islam i greckiego słowa phóbos (gr.φόβος) – strach. Termin ten używany był już w latach 20. XX wieku.
W 1997 roku brytyjski think tank Runnymede Trust określił islamofobię jako "strach i nienawiść wobec islamu i wynikające z nich strach i wrogość wobec muzułmanów", zaznaczając, że przejawem islamofobii jest także dyskryminacja ekonomiczna, społeczna i socjalna wobec wyznawców religii islamu.
Islamofobia jest określeniem politycznym i nie jest rozpoznaną fobią w sensie medycznym.

## Krytyka terminu
Pojęcie bywa krytykowane przez różnych intelektualistów, takich jak Sam Harris, jako używane w celu zablokowania krytyki religii.
Użycie tego terminu, jego struktura i sama koncepcja były szeroko krytykowane. Badania wykazują powszechne problemy w stosowaniu i rozumieniu tego terminu.
Salman Rushdie skrytykował neologizm "islamofobia" mówiąc, że "był dodatkiem do słownika nowomowy. Termin ten stawia na głowie język analizy i wnioskowania w dyspucie".
Pat Condell nazywa słowo "islamofobia" "cyniczną bronią terroryzmu kulturowego, karygodną próbą przedstawienia zdrowego rozsądku jako choroby psychicznej".
Tuż po publikacji karykatur Mahometa przez duński dziennik Jyllands-Posten grupa 12 intelektualistów opublikowała manifest na łamach francuskiego pisma satyrycznego Charlie Hebdo ostrzegając w nim przed używaniem terminu "islamofobia" jako obrony "islamskiego totalitaryzmu".
Pisząc w New Humanist, filozof Piers Benn sugeruje, że ludzie odczuwający narastający strach przed islamofobią wytwarzają taką niezdrową atmosferę intelektualną i moralną aby podważyć krytykę islamu".